# Fuscher Törl
Fuscher Törl är ett bergspass i Österrike.   Det ligger i distriktet Zell am See och förbundslandet Salzburg, i den centrala delen av landet, 290 km väster om huvudstaden Wien. Fuscher Törl ligger 2 311 meter över havet.
Terrängen runt Fuscher Törl är huvudsakligen bergig, men den allra närmaste omgivningen är kuperad. Runt Fuscher Törl är det ganska glesbefolkat, med 29 invånare per kvadratkilometer.. Närmaste större samhälle är Bruck an der Großglocknerstraße, 18,7 km norr om Fuscher Törl. 
Trakten runt Fuscher Törl består i huvudsak av gräsmarker.